# Billie Jean King Cup 2020-2021 Zona Euro-Africana
La Zona Euro-Africana (Europe/Africa Zone) è una delle tre divisioni zonali nell'ambito della Billie Jean King Cup 2020-2021.
Essa è a sua volta suddivisa in tre gruppi (Gruppo I, Gruppo II, Gruppo III) formati rispettivamente da 13, 8 e 28 squadre, inserite in tali gruppi in base ai risultati ottenuti l'anno precedente. Questi tre gruppi sono vere e proprie categorie aventi un rapporto gerarchico fra di loro, equivalenti rispettivamente al terzo, quarto e quinto livello di competizione.
Il Gruppo III della zona Euro-Africana è l'ultima categoria nell'ordine, pertanto in tale categoria non sono previste retrocessioni.

## Gruppo I
- Sede 1: Tallink Tennis Center, Tallinn, Estonia (Cemento-indoor)
- Sede 2: Centre National de Tennis, Esch-sur-Alzette, Lussemburgo (Cemento-indoor)
- Periodo: 5-8 febbraio

Le 13 squadre sono inserite in quattro gironi (Pool): uno da quattro squadre e tre da tre. Le otto squadre classificatesi tra il primo e il secondo posto di ciascun girone prendono parte a degli spareggi per stabilire le quattro nazioni che ottengono il diritto di partecipare alle qualificazioni per la fase finale della Fed Cup 2021.

Le quattro squadre classificatesi all'ultimo posto di ciascun girone prendono parte ai play-out per evitare la retrocessione.

### Gruppi
|   | Pool A (Tallinn) (Dettagli) | Ucraina (bandiera) | Croazia (bandiera) | Bulgaria (bandiera) |
| 1 | Ucraina (2–0)               |                    | 3–0                | 3–0                 |
| 2 | Croazia (1–1)               | 0–3                |                    | 2–1                 |
| 3 | Bulgaria (0–2)              | 0–3                | 1–2                |                     |

|   | Pool B (Tallinn) (Dettagli) | Italia (bandiera) | Estonia (bandiera) | Austria (bandiera) | Grecia (bandiera) |
| 1 | Italia (3–0)                |                   | 2–1                | 3–0                | 3–0               |
| 2 | Estonia (1–2)               | 1–2               |                    | 2–1                | 1–2               |
| 3 | Austria (1–2)               | 0–3               | 1–2                |                    | 2–1               |
| 4 | Grecia (1–2)                | 0–3               | 2–1                | 1–2                |                   |

|   | Pool A (Esch-sur-Alzette) (Dettagli) | Serbia (bandiera) | Svezia (bandiera) | Lussemburgo (bandiera) |
| 1 | Serbia (2–0)                         |                   | 2–1               | 2–1                    |
| 2 | Svezia (1–1)                         | 1–2               |                   | 2–1                    |
| 3 | Lussemburgo (0–3)                    | 1–2               | 1–2               |                        |

|   | Pool B (Esch-sur-Alzette) (Dettagli) | Polonia (bandiera) | Slovenia (bandiera) | Turchia (bandiera) |
| 1 | Polonia (2–0)                        |                    | 2–1                 | 3–0                |
| 2 | Slovenia (1–1)                       | 1–2                |                     | 2–1                |
| 3 | Turchia (0–2)                        | 0–3                | 1–2                 |                    |

### Play-off
| Ucraina 2 | Tallink Tennis Center, Tallinn, Estonia 8 febbraio 2020 Cemento (indoor) | Tallink Tennis Center, Tallinn, Estonia 8 febbraio 2020 Cemento (indoor) | Estonia 1 |      |     |  |
| \| \| \| \| 1 \| 2 \| 3 \| \| \| - \| \| ------------------------------------------------------------------ \| --- \| ---- \| --- \| \| \| 1 \| \| Dayana Yastremska Elena Malõgina \| 6 3 \| 6 1 \| \| \| \| 2 \| \| Elina Svitolina Anett Kontaveit \| 3 6 \| 7 65 \| 2 6 \| \| \| 3 \| \| Marta Kostjuk / Dayana Yastremska Anett Kontaveit / Elena Malõgina \| 6 2 \| 6 0 \| \| \| |                                                                          |                                                                          |           |      |     |  |
| |                                                                          |                                                                          | 1         | 2    | 3   |  |
| 1 | Ucraina (bandiera) · Estonia (bandiera)                                  | Dayana Yastremska Elena Malõgina                                         | 6 3       | 6 1  |     |  |
| 2 | Ucraina (bandiera) · Estonia (bandiera)                                  | Elina Svitolina Anett Kontaveit                                          | 3 6       | 7 65 | 2 6 |  |
| 3 | Ucraina (bandiera) · Estonia (bandiera)                                  | Marta Kostjuk / Dayana Yastremska Anett Kontaveit / Elena Malõgina       | 6 2       | 6 0  |     |  |

| Croazia 0 | Tallink Tennis Center, Tallinn, Estonia 8 febbraio 2020 Cemento (indoor) | Tallink Tennis Center, Tallinn, Estonia 8 febbraio 2020 Cemento (indoor) | Italia 2 |     |   |             |
| \| \| \| \| 1 \| 2 \| 3 \| \| \| - \| \| ----------------------------------------------------------- \| ---- \| --- \| - \| ----------- \| \| 1 \| \| Lea Bošković Elisabetta Cocciaretto \| 3 6 \| 3 6 \| \| \| \| 2 \| \| Jana Fett Camila Giorgi \| 64 7 \| 4 6 \| \| \| \| 3 \| \| Jana Fett / Darija Jurak Jasmine Paolini / Martina Trevisan \| \| \| \| non giocato \| |                                                                          |                                                                          |          |     |   |             |
| |                                                                          |                                                                          | 1        | 2   | 3 |             |
| 1 | Croazia (bandiera) · Italia (bandiera)                                   | Lea Bošković Elisabetta Cocciaretto                                      | 3 6      | 3 6 |   |             |
| 2 | Croazia (bandiera) · Italia (bandiera)                                   | Jana Fett Camila Giorgi                                                  | 64 7     | 4 6 |   |             |
| 3 | Croazia (bandiera) · Italia (bandiera)                                   | Jana Fett / Darija Jurak Jasmine Paolini / Martina Trevisan              |          |     |   | non giocato |

| Serbia 2 | Centre National de Tennis, Esch-sur-Alzette, Lussemburgo 8 febbraio 2020 Cemento (indoor) | Centre National de Tennis, Esch-sur-Alzette, Lussemburgo 8 febbraio 2020 Cemento (indoor) | Slovenia 1 |     |   |  |
| \| \| \| \| 1 \| 2 \| 3 \| \| \| - \| \| ---------------------------------------------------------------- \| --- \| --- \| - \| \| \| 1 \| \| Olga Danilović Kaja Juvan \| 2 6 \| 2 6 \| \| \| \| 2 \| \| Nina Stojanović Tamara Zidanšek \| 6 4 \| 7 5 \| \| \| \| 3 \| \| Aleksandra Krunić / Nina Stojanović Kaja Juvan / Tamara Zidanšek \| 6 4 \| 6 4 \| \| \| |                                                                                           |                                                                                           |            |     |   |  |
| |                                                                                           |                                                                                           | 1          | 2   | 3 |  |
| 1 | Serbia (bandiera) · Slovenia (bandiera)                                                   | Olga Danilović Kaja Juvan                                                                 | 2 6        | 2 6 |   |  |
| 2 | Serbia (bandiera) · Slovenia (bandiera)                                                   | Nina Stojanović Tamara Zidanšek                                                           | 6 4        | 7 5 |   |  |
| 3 | Serbia (bandiera) · Slovenia (bandiera)                                                   | Aleksandra Krunić / Nina Stojanović Kaja Juvan / Tamara Zidanšek                          | 6 4        | 6 4 |   |  |

| Polonia 2 | Centre National de Tennis, Esch-sur-Alzette, Lussemburgo 8 febbraio 2020 Cemento (indoor) | Centre National de Tennis, Esch-sur-Alzette, Lussemburgo 8 febbraio 2020 Cemento (indoor) | Svezia 0 |     |     |             |
| \| \| \| \| 1 \| 2 \| 3 \| \| \| - \| \| ------------------------------------------------------------------- \| --- \| --- \| --- \| ----------- \| \| 1 \| \| Iga Świątek Mirjam Björklund \| 7 5 \| 4 6 \| 6 3 \| \| \| 2 \| \| Magda Linette Johanna Larsson \| 7 5 \| 6 4 \| \| \| \| 3 \| \| Maja Chwalińska / Alicja Rosolska Johanna Larsson / Cornelia Lister \| \| \| \| non giocato \| |                                                                                           |                                                                                           |          |     |     |             |
| |                                                                                           |                                                                                           | 1        | 2   | 3   |             |
| 1 | Polonia (bandiera) · Svezia (bandiera)                                                    | Iga Świątek Mirjam Björklund                                                              | 7 5      | 4 6 | 6 3 |             |
| 2 | Polonia (bandiera) · Svezia (bandiera)                                                    | Magda Linette Johanna Larsson                                                             | 7 5      | 6 4 |     |             |
| 3 | Polonia (bandiera) · Svezia (bandiera)                                                    | Maja Chwalińska / Alicja Rosolska Johanna Larsson / Cornelia Lister                       |          |     |     | non giocato |

### Spareggi retrocessione
| Bulgaria 2 | Tallinsk Tennis Center, Tallinn, Estonia 8 febbraio 2020 Cemento (indoor) | Tallinsk Tennis Center, Tallinn, Estonia 8 febbraio 2020 Cemento (indoor)              | Grecia 0 |     |   |             |
| \| \| \| \| 1 \| 2 \| 3 \| \| \| - \| \| -------------------------------------------------------------------------------------- \| --- \| --- \| - \| ----------- \| \| 1 \| \| Isabella Shinikova Valentini Grammatikopoulou \| 6 3 \| 6 1 \| \| \| \| 2 \| \| Viktoriya Tomova Despina Papamichail \| 6 2 \| 6 4 \| \| \| \| 3 \| \| Isabella Shinikova / Viktoriya Tomova Valentini Grammatikopoulou / Despina Papamichail \| \| \| \| non giocato \| |                                                                           |                                                                                        |          |     |   |             |
| |                                                                           |                                                                                        | 1        | 2   | 3 |             |
| 1 | Bulgaria (bandiera) · Grecia (bandiera)                                   | Isabella Shinikova Valentini Grammatikopoulou                                          | 6 3      | 6 1 |   |             |
| 2 | Bulgaria (bandiera) · Grecia (bandiera)                                   | Viktoriya Tomova Despina Papamichail                                                   | 6 2      | 6 4 |   |             |
| 3 | Bulgaria (bandiera) · Grecia (bandiera)                                   | Isabella Shinikova / Viktoriya Tomova Valentini Grammatikopoulou / Despina Papamichail |          |     |   | non giocato |

| Lussemburgo 0 | Centre National de Tennis, Esch-sur-Alzette, Lussemburgo 8 febbraio 2020 Cemento (indoor) | Centre National de Tennis, Esch-sur-Alzette, Lussemburgo 8 febbraio 2020 Cemento (indoor) | Turchia 2 |     |   |             |
| \| \| \| \| 1 \| 2 \| 3 \| \| \| - \| \| --------------------------------------------------------- \| --- \| --- \| - \| ----------- \| \| 1 \| \| Tiffany Cornelius Berfu Cengiz \| 2 6 \| 2 6 \| \| \| \| 2 \| \| Eléonora Molinaro Pemra Özgen \| 3 6 \| 4 6 \| \| \| \| 3 \| \| Tiffany Cornelius / Eléonora Molinaro Ayla Aksu / İpek Öz \| \| \| \| non giocato \| |                                                                                           |                                                                                           |           |     |   |             |
| |                                                                                           |                                                                                           | 1         | 2   | 3 |             |
| 1 | Lussemburgo (bandiera) · Turchia (bandiera)                                               | Tiffany Cornelius Berfu Cengiz                                                            | 2 6       | 2 6 |   |             |
| 2 | Lussemburgo (bandiera) · Turchia (bandiera)                                               | Eléonora Molinaro Pemra Özgen                                                             | 3 6       | 4 6 |   |             |
| 3 | Lussemburgo (bandiera) · Turchia (bandiera)                                               | Tiffany Cornelius / Eléonora Molinaro Ayla Aksu / İpek Öz                                 |           |     |   | non giocato |

### Verdetti
- Ucraina, Italia, Serbia e Polonia ammesse agli spareggi per accedere al turno di qualificazione della Fed Cup 2021.
- Grecia e Lussemburgo retrocesse nel Gruppo II.

## Gruppo II
- Sede: Tali Tennis Center, Helsinki, Finlandia (Cemento-indoor)
- Data: 4-7 febbraio

Le squadre sono suddivise in due gironi (Pool) da quattro squadre. La prima classificata di ciascuno dei due gironi gioca uno spareggio contro la seconda dell'altro girone per stabilire la due promozioni al Gruppo I. La terza di un girone contro l'ultima dell'altro, disputano uno spareggio per stabilire le retrocessioni.

### Gruppi
|   | Pool A (Dettagli) | Georgia (bandiera) | Tunisia (bandiera) | Israele (bandiera) | Moldavia (bandiera) |
| 1 | Georgia (3–0)     |                    | 2–1                | 2–1                | 3–0                 |
| 2 | Tunisia (2–1)     | 1–2                |                    | 2–1                | 3–0                 |
| 3 | Israele (1–2)     | 1–2                | 1–2                |                    | 3–0                 |
| 4 | Moldavia (0–3)    | 0–3                | 0–3                | 0–3                |                     |

|   | Pool B (Dettagli) | Danimarca (bandiera) | Finlandia (bandiera) | Egitto (bandiera) | Portogallo (bandiera) |
| 1 | Danimarca (2–1)   |                      | 2–1                  | 1–2               | 3–0                   |
| 2 | Finlandia (2–1)   | 1–2                  |                      | 3–0               | 2–1                   |
| 3 | Egitto (2–1)      | 2–1                  | 0–3                  |                   | 2–1                   |
| 4 | Portogallo (0–3)  | 0–3                  | 1–2                  | 1–2               |                       |

### Spareggi promozione
| Georgia 2 | Tali Tennis Center, Helsinki, Finlandia 7 febbraio 2020 Cemento (indoor) | Tali Tennis Center, Helsinki, Finlandia 7 febbraio 2020 Cemento (indoor)       | Finlandia 1 |     |   |  |
| \| \| \| \| 1 \| 2 \| 3 \| \| \| - \| \| ------------------------------------------------------------------------------ \| --- \| --- \| - \| \| \| 1 \| \| Ekaterine Gorgodze Anastasia Kulikova \| 2 6 \| 4 6 \| \| \| \| 2 \| \| Mariam Bolkvadze Oona Orpana \| 7 5 \| 6 4 \| \| \| \| 3 \| \| Ekaterine Gorgodze / Oksana Kalashnikova Laura Hietaranta / Anastasia Kulikova \| 6 4 \| 6 3 \| \| \| |                                                                          |                                                                                |             |     |   |  |
| |                                                                          |                                                                                | 1           | 2   | 3 |  |
| 1 | Georgia (bandiera) · Finlandia (bandiera)                                | Ekaterine Gorgodze Anastasia Kulikova                                          | 2 6         | 4 6 |   |  |
| 2 | Georgia (bandiera) · Finlandia (bandiera)                                | Mariam Bolkvadze Oona Orpana                                                   | 7 5         | 6 4 |   |  |
| 3 | Georgia (bandiera) · Finlandia (bandiera)                                | Ekaterine Gorgodze / Oksana Kalashnikova Laura Hietaranta / Anastasia Kulikova | 6 4         | 6 3 |   |  |

| Danimarca 2 | Tali Tennis Center, Helsinki, Finlandia 7 febbraio 2020 Cemento (indoor) | Tali Tennis Center, Helsinki, Finlandia 7 febbraio 2020 Cemento (indoor) | Tunisia 1 |     |     |  |
| \| \| \| \| 1 \| 2 \| 3 \| \| \| - \| \| ------------------------------------------------------------ \| --- \| --- \| --- \| \| \| 1 \| \| Karen Barritza Chiraz Bechri \| 6 1 \| 6 4 \| \| \| \| 2 \| \| Clara Tauson Ons Jabeur \| 4 6 \| 4 6 \| \| \| \| 3 \| \| Emilie Francati / Maria Jespersen Chiraz Bechri / Ons Jabeur \| 1 6 \| 6 2 \| 6 4 \| \| |                                                                          |                                                                          |           |     |     |  |
| |                                                                          |                                                                          | 1         | 2   | 3   |  |
| 1 | Danimarca (bandiera) · Tunisia (bandiera)                                | Karen Barritza Chiraz Bechri                                             | 6 1       | 6 4 |     |  |
| 2 | Danimarca (bandiera) · Tunisia (bandiera)                                | Clara Tauson Ons Jabeur                                                  | 4 6       | 4 6 |     |  |
| 3 | Danimarca (bandiera) · Tunisia (bandiera)                                | Emilie Francati / Maria Jespersen Chiraz Bechri / Ons Jabeur             | 1 6       | 6 2 | 6 4 |  |

### Spareggi retrocessione
| Israele 2 | Tali Tennis Center, Helsinki, Finlandia 7 febbraio 2020 Cemento (indoor) | Tali Tennis Center, Helsinki, Finlandia 7 febbraio 2020 Cemento (indoor) | Portogallo 0 |     |   |             |
| \| \| \| \| 1 \| 2 \| 3 \| \| \| - \| \| --------------------------------------------------------------- \| --- \| --- \| - \| ----------- \| \| 1 \| \| Shelly Bereznyak Maria Inês Fonte \| 6 3 \| 6 2 \| \| \| \| 2 \| \| Lina Glushko Francisca Jorge \| 6 4 \| 6 0 \| \| \| \| 3 \| \| Lina Glushko / Shavit Kimchi Maria Inês Fonte / Francisca Jorge \| \| \| \| non giocato \| |                                                                          |                                                                          |              |     |   |             |
| |                                                                          |                                                                          | 1            | 2   | 3 |             |
| 1 | Israele (bandiera) · Portogallo (bandiera)                               | Shelly Bereznyak Maria Inês Fonte                                        | 6 3          | 6 2 |   |             |
| 2 | Israele (bandiera) · Portogallo (bandiera)                               | Lina Glushko Francisca Jorge                                             | 6 4          | 6 0 |   |             |
| 3 | Israele (bandiera) · Portogallo (bandiera)                               | Lina Glushko / Shavit Kimchi Maria Inês Fonte / Francisca Jorge          |              |     |   | non giocato |

| Egitto 2 | Tali Tennis Center, Helsinki, Finlandia 7 febbraio 2020 Cemento (indoor) | Tali Tennis Center, Helsinki, Finlandia 7 febbraio 2020 Cemento (indoor) | Moldavia 0 |     |      |             |
| \| \| \| \| 1 \| 2 \| 3 \| \| \| - \| \| --------------------------------------------------------------------- \| --- \| --- \| ---- \| ----------- \| \| 1 \| \| Sandra Samir Daniela Ciobanu \| 6 1 \| 7 5 \| \| \| \| 2 \| \| Mayar Sherif Anastasia Vdovenco \| 6 4 \| 1 6 \| 7 65 \| \| \| 3 \| \| Rana Sherif Ahmed / Mayar Sherif Daniela Ciobanu / Anastasia Vdovenco \| \| \| \| non giocato \| |                                                                          |                                                                          |            |     |      |             |
| |                                                                          |                                                                          | 1          | 2   | 3    |             |
| 1 | Egitto (bandiera) · Moldavia (bandiera)                                  | Sandra Samir Daniela Ciobanu                                             | 6 1        | 7 5 |      |             |
| 2 | Egitto (bandiera) · Moldavia (bandiera)                                  | Mayar Sherif Anastasia Vdovenco                                          | 6 4        | 1 6 | 7 65 |             |
| 3 | Egitto (bandiera) · Moldavia (bandiera)                                  | Rana Sherif Ahmed / Mayar Sherif Daniela Ciobanu / Anastasia Vdovenco    |            |     |      | non giocato |

### Verdetti
- Georgia e Danimarca promosse nel Gruppo I.
- Portogallo e Moldavia retrocesse nel Gruppo III.

## Gruppo III
- Sede: SEB Arena, Vilnius, Lituania (Cemento-indoor)
- Periodo: 15-19 giugno 2021

### Gruppi
|   | Pool A (Dettagli)  | Albania (bandiera) | Macedonia del Nord (bandiera) | Norvegia (bandiera) |
| 1 | Albania            |                    |                               |                     |
| 2 | Macedonia del Nord |                    |                               |                     |
| 3 | Norvegia           |                    |                               |                     |

|   | Pool B (Dettagli)    | Bosnia ed Erzegovina (bandiera) | Cipro (bandiera) | Ruanda (bandiera) |
| 1 | Bosnia ed Erzegovina |                                 |                  |                   |
| 2 | Cipro                |                                 |                  |                   |
| 3 | Ruanda               |                                 |                  |                   |

|   | Pool C (Dettagli) | Kosovo (bandiera) | Lituania (bandiera) | Nigeria (bandiera) |
| 1 | Kosovo            |                   |                     |                    |
| 2 | Lituania          |                   |                     |                    |
| 3 | Nigeria           |                   |                     |                    |

|   | Pool D (Dettagli) | Armenia (bandiera) | Ghana (bandiera) | Islanda (bandiera) | Irlanda (bandiera) |
| 1 | Armenia           |                    |                  |                    |                    |
| 2 | Ghana             |                    |                  |                    |                    |
| 3 | Islanda           |                    |                  |                    |                    |
| 4 | Irlanda           |                    |                  |                    |                    |

|   | Pool E (Dettagli) | Algeria (bandiera) | Kenya (bandiera) | Malta (bandiera) | Zimbabwe (bandiera) |
| 1 | Algeria           |                    |                  |                  |                     |
| 2 | Kenya             |                    |                  |                  |                     |
| 3 | Malta             |                    |                  |                  |                     |
| 4 | Zimbabwe          |                    |                  |                  |                     |

|   | Pool F (Dettagli) | Azerbaigian (bandiera) | Montenegro (bandiera) | Namibia (bandiera) | Sudafrica (bandiera) |
| 1 | Azerbaigian       |                        |                       |                    |                      |
| 2 | Montenegro        |                        |                       |                    |                      |
| 3 | Namibia           |                        |                       |                    |                      |
| 4 | Sudafrica         |                        |                       |                    |                      |